# Diocesi di Tigamibena
La diocesi di Tigamibena (in latino: Dioecesis Tigamibenensis) è una sede soppressa e sede titolare della Chiesa cattolica.

## Storia
Tigamibena, nell'odierna Algeria, è un'antica sede episcopale della provincia romana della Mauritania Cesariense.
Unico vescovo conosciuto di questa diocesi africana è Massenzio, il cui nome appare al 34º posto nella lista dei vescovi della Mauritania Cesariense convocati a Cartagine dal re vandalo Unerico nel 484; Massenzio era già deceduto all'epoca della redazione di questa lista.
Dal 1933 Tigamibena è annoverata tra le sedi vescovili titolari della Chiesa cattolica; l'attuale vescovo titolare è Edward Marian Frankowski, già vescovo ausiliare di Sandomierz.

## Cronotassi

### Vescovi residenti
- Massenzio † (prima del 484)

### Vescovi titolari
- Benjamin Ibberson Webster † (12 marzo 1968 - 27 novembre 1970 dimesso)
- Patrick Kla Juwle † (30 luglio 1972 - 18 agosto 1973 deceduto)
- Faustin Ngabu (25 aprile 1974 - 7 settembre 1974 succeduto vescovo di Goma)
- Edward Marian Frankowski, dal 16 febbraio 1989